# Invandrartidningen
Invandrartidningen var en statlig stiftelse som grundades 1967, på initiativ av bland annat Kjell Öberg. Stiftelsen gav ut tidningar på olika språk och även några böcker. Verksamheten avvecklades 1998. Den sista tidningen utkom i december 1998, efter att riksdagen beslutat att dra in statsstödet till verksamheten.
Redan från 1967 gavs tidskrifter ut på finska (Viikkoviesti, 1967-2003; som dagstidning 1995-2003), grekiska (Plērophories, 1967-1995), italienska (L'Informazione, 1967-1988), serbokroatiska (Tjedni pregled, 1967-1971; Naše novine, 1971-1998) och tyska (Wochenspiegel, 1967-1980; Information 1981-1988). Några år senare tillkom Invandrartidningen På lätt svenska (1971-1998) och en flerspråkig utgåva (Information, 1973-1979, på arabiska, engelska, franska, polska, spanska och turkiska). En ungdomsupplaga på lätt svenska hette 7 till 17 (1976-1979). Den flerspråkiga delades upp i separata tidskrifter på arabiska (al-Akhbar, 1979-1998), engelska (Information 1979-1980; News & views 1981-1998), franska (Information, 1979-1988), polska (Wiadomości, 1979-1980; Nowiny, 1981-1998), spanska (Información, 1979-1998) och turkiska (Enformasyon, 1979-1990). Senare tillkom titlar på persiska (Akhbar-e-Muhadjerin, 1986-1988; Rooznameh-é-Muhadjerin, 1989-1998) och albanska (Lajmëtari, 1992-1995).
Den finskspråkiga utgåvan Viikkoviesti, övertogs av Stockholms Grafiska som gav ut den som nyhetstidning under sex-sju år.
Utgåvan på lätt svenska övertogs av Invandrartidningens chefredaktör Jolin Boldt, som startade en nyhetstidning med namnet Sesam.